# برنارد لامبورد
برنارد لامبورد (انگلیسی: Bernard Lambourde؛ زادهٔ ۱۱ مهٔ ۱۹۷۱) بازیکن فوتبال اهل فرانسه است.
از باشگاه‌هایی که در آن بازی کرده‌است می‌توان به باشگاه فوتبال نانسی، باشگاه فوتبال پورتسموث، باشگاه فوتبال آنژه، باشگاه فوتبال چلسی، باشگاه فوتبال کن، باشگاه فوتبال الوحده عربستان سعودی، باشگاه فوتبال باستیا، باشگاه فوتبال بوردو، و باشگاه فوتبال الوحده امارات اشاره کرد.